# Zimić
Zimić is een plaats in de gemeente Krnjak in de Kroatische provincie Karlovac. De plaats telt 82 inwoners (2001).